# Pávlovo
Pávlovo (del ruso: Павлово) o Pávlovo-na-Oké (Па́влово-на-Оке́) es una ciudad del óblast de Nizhni Nóvgorod, en Rusia, centro administrativo del raión de Pávlovo. Está situada a orillas del río Oká, un afluente del Volga a 80 km al sudoeste de Nizhni Nóvgorod. Su población en 2010 alcanzaba los 59.689 habitantes.

## Historia
En el siglo XVII, Pávlovo es un pueblo que forma parte de los dominios del zar. La primera mención de la localidad es en una carta de Iván el Terrible. En el siglo XVIII, la aglomeración se convirtió en un burgo famoso por su comercio y sus artesanos (en particular en cuanto a la elaboración de cuchillos). A mediados del siglo XIX se desarrolló en Pávlovo una especie de limonero adecuado para el cultivo en interior, que se extendería por todo el país. Pávlovo tiene estatus de ciudad desde 1919.

## Demografía
| 1897   | 1939   | 1959   | 1979   | 1989   | 2002   | 2008   |
| ------ | ------ | ------ | ------ | ------ | ------ | ------ |
| 12 000 | 32 400 | 47 900 | 68 400 | 71 500 | 64 814 | 61 100 |

## Economía
La empresa más importante de la ciudad es el fabricante de minibuses PAZ. Por otro lado, existen empresas dedicadas al sector metalúrgico, al de los equipamientos y al agroalimentario.
La ciudad es terminal de una línea de ferrocarril de vía única que conduce a NIzhni Nóvgorod.

## Galería

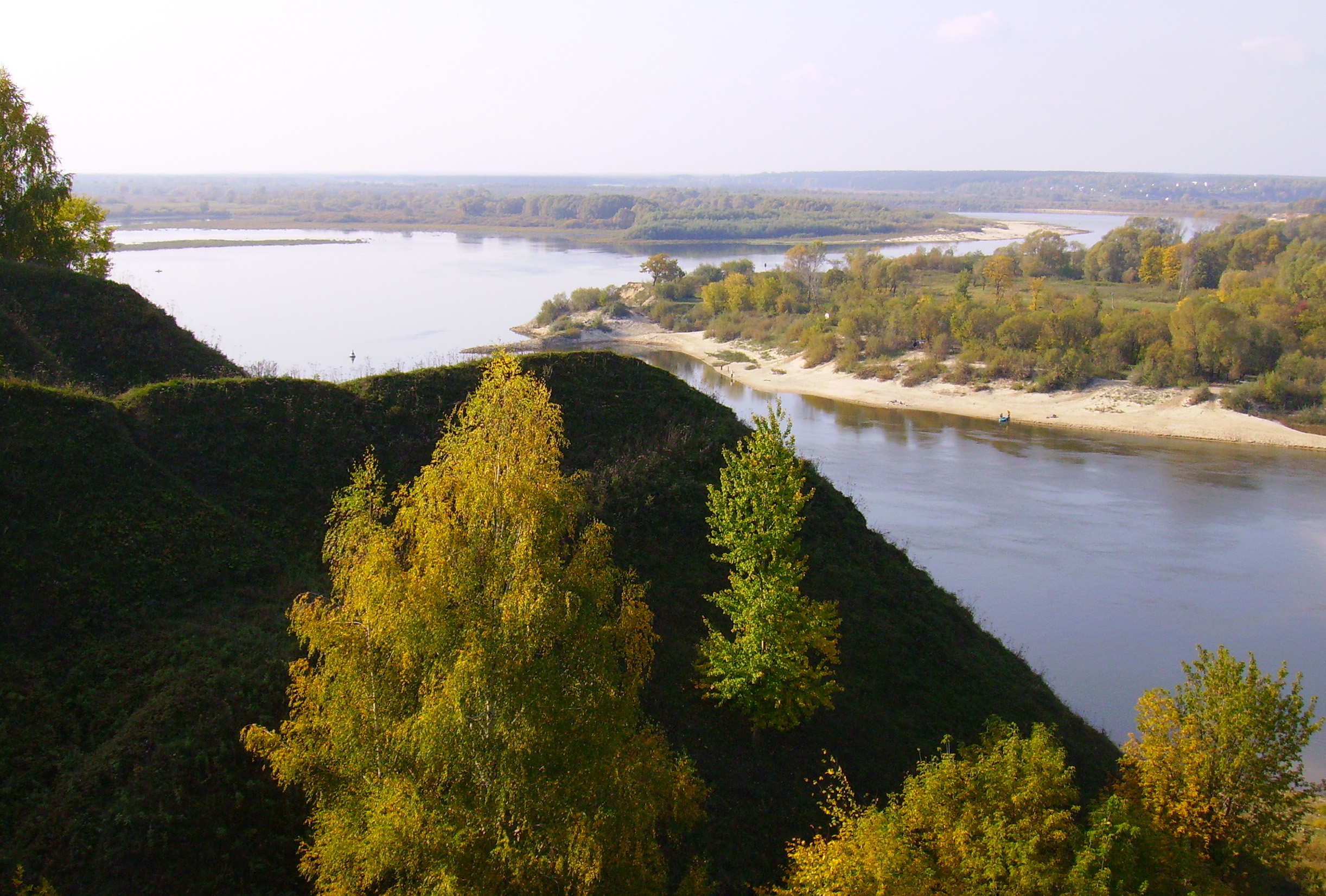
El Oká en Pávlovo.
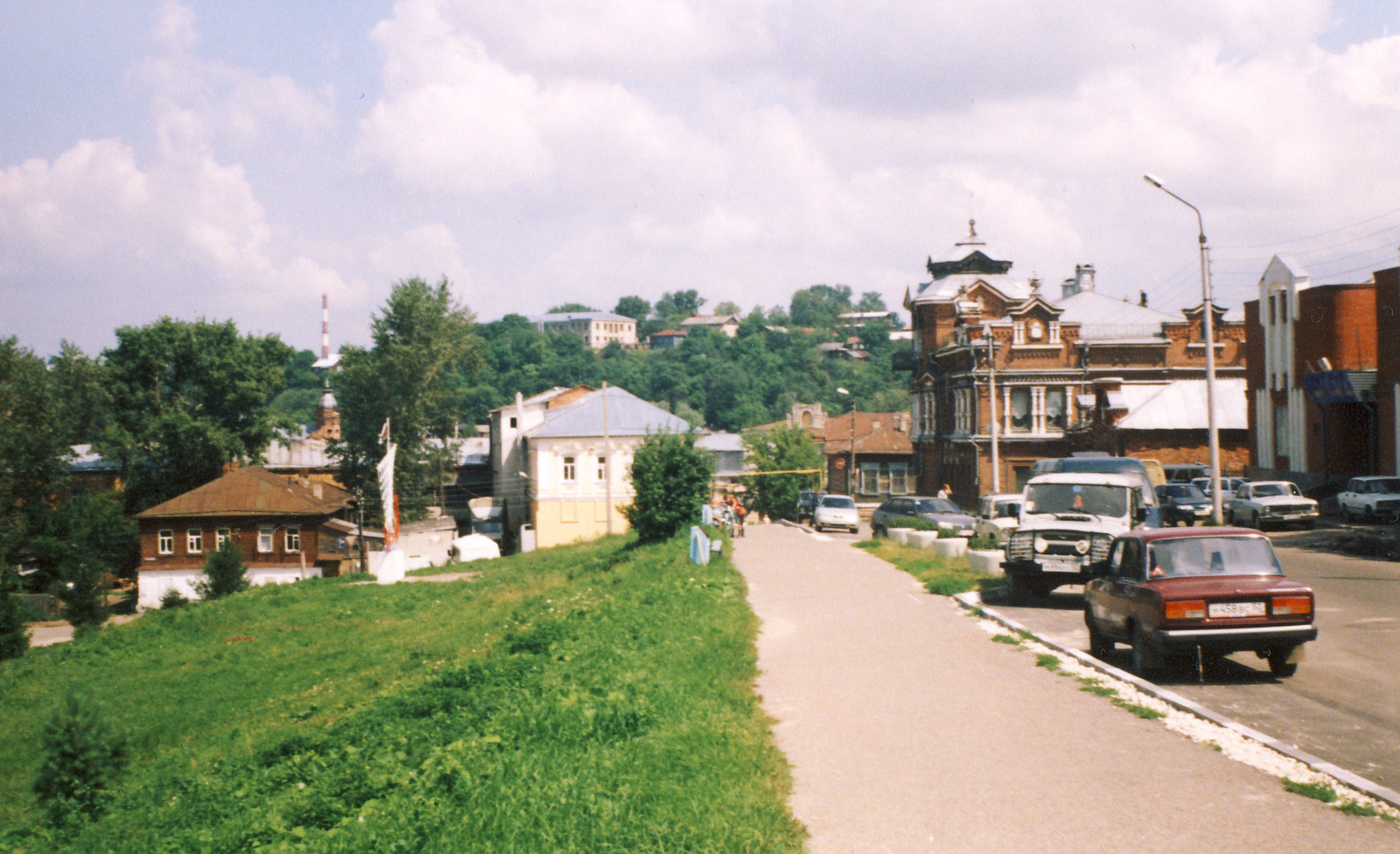
Calle Lomonósov.
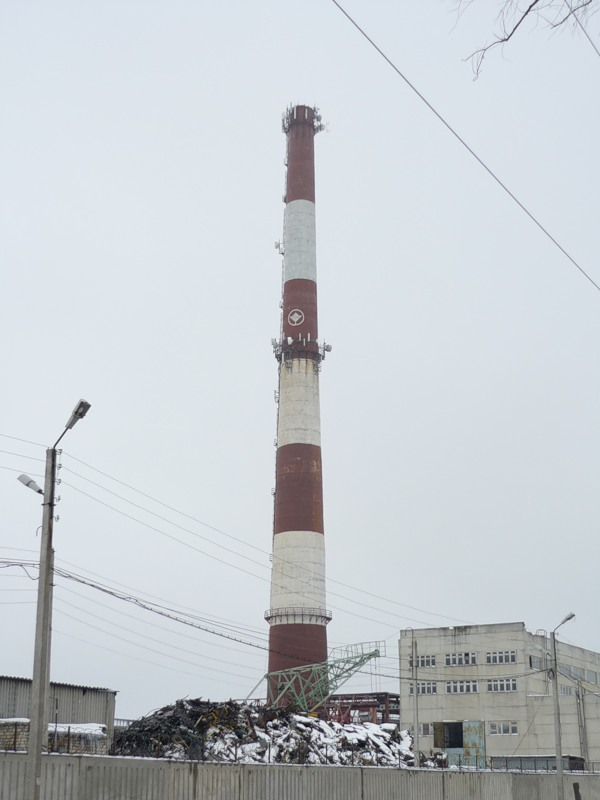
Chimenea de la fábrica PAZ.

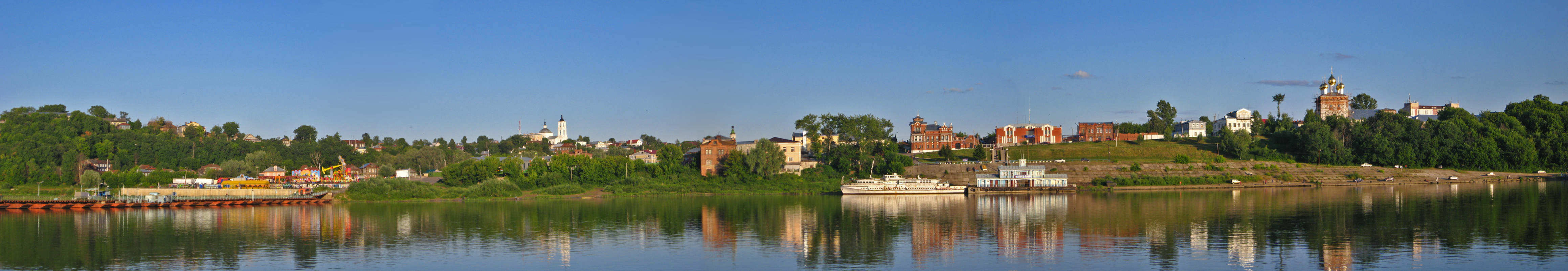
Vista de la ciudad desde el Oká.

## Personalidades
- Alekséi Favorski (1860-1945), químico.
- Dmitri Pávlov (1897-1941), general soviético.